# Law Kar-ying
Ley Kar-ying (chino: 羅家英, pinyin: Luó Jiaying), nacido el 22 de septiembre (27 de agosto Lunar), de 1946 en Shunde, Guangdong, China) es un actor y cantante de ópera hongkonés. Originalmente artista de la ópera cantonesa, en 1990 volvió actuar en películas. Se hizo popular tras debutar como actor en la película From Beijing with Love, protagonizada por Stephen Chow, donde interpretaba a Leonardo Da Vinci, un famoso pintor e inventor cuya lista de aparatos (inútiles) incluía una antorcha de energía solar.
En la década de los noventa, Wong Yat-fei debutó como actor cinematográfico en la película de 1993 Crime Story (película)|Crime Story]], compartiendo reparto con Jackie Chan. En 1994 fue elegido por el director de cine Jeff Lau para trabajar en la película A Chinese Odyssey, inspirada en el monje budista Longevidad Monk (Xuanzang), donde además hacia la mitad de la historia cantaba una versión cantonesa de la canción titulada "Only You" (And You Alone).
Ley rara vez participó en televisión, especialmente con su esposa, en un canal de televisión de la red TVB, Liza Wang. Además quien fuera uno de los artistas más conocidos por cooperar con ATV, que es el rival de TVB.
En el 2009, se casó después de mucho tiempo con Liza Wang en Las Vegas. Ellos anunciaron su unión en TVB través de Stephen Chow.

## Filmografía
- Crime Story (1993) – Wong Yat-fei
- From Beijing with Love (1994) – Da Mansi
- He's a Woman, She's a Man (1994) – Joseph
- He and She (1994) – El magistrado
- A Chinese Odyssey Part Two - Cinderella (1994) – Monje longevo
- A Chinese Odyssey Part One: Pandora's Box (1994) – Monje longevo
- Easy Money (1994) – Chiang Chia-Cheh
- Wathever You Want (1994) – Keanu/Kwok-Wing/Actor en televisión
- Heaven Can't Wait (1995) – Ng Kong
- Dream Lover (1995) – Dr. Law, tío de Kitty
- Man Wanted (1995) – Bald Yin
- Summer Snow (1995) – Bing Sun
- Tricky Business (1995) – Lau Kar-Lin
- The Chinese Feast (1995) – Au Siu-Fung
- Because of Lies (1995) – Ho Siu B
- Doctor Mack (1995) – Predicador callejero
- Passion 1995 (1995) – Johnny, hombre en foto
- Ten Brothers (1995) – Wonderful Eyes
- 1941 Hong Kong on Fire (1995) – Hoi
- God of Cookery (1996) – Maestro de ceremonias en el concurso
- Once Upon a Time in Shanghai (1996, serie de televisión)
- Dr. Wai in "The Scripture with No Words" (1996) – Director
- Forbidden City Cop (1996) – Fat-Yan
- Feel 100% (1996) – Robert
- Feel 100%... Once More (1996, no acreditado) – Director
- Bodyguards of the Last Governor (1996) – Último gobernador de Hong Kong
- Combo Cops (1996) – Tiger
- Dragon from Shaolin (1996)
- Viva Erotica (1996) – Chung
- Those Were the Days (1996) – Feng Siu-Tien
- Twinkle Twinkle Lucky Star (Yun cai zhi li xing) (1996) – Cup Noodle
- Another Chinese Cop (1996) – Li, Tai-Chu
- A Recipe for the Heart (1997, serie de televisión)
- Kitchen (1997) – Emma
- We're No Bad Guys (1997) – Bond Chu/Dragón de jade
- Lawyer Lawyer (1997) – Fong Tong-Ken
- Love: Amoeba Style (1997)
- S.D.U. '97 (1997) – Wong, Yan-Kwai
- Made in Heaven (1997) – Dr. Law
- Those Were the Days (1997) – Tío Kin
- Cause We Are So Young (1997, no acreditado)
- Ah Fai, the Dumb (1997) – Tío Ying/Iron Pen
- A Tough Side of a Lady (1998) – Padre de Mulan
- Chinese Midnight Express (1998) – Guard
- Criss-Cross Over Four Seas (1999, serie de televisión) – Clérigo
- Gorgeous (1999) – Ayudante de Chan
- Funny Business (2000)
- When I Fall in Love... with Both (2000) – Dueño de la tienda de novias
- 2002 (2001) – Paper Chan
- City of Desire (2001)
- Far from Home (2002)
- Windfall Profits (2002) – Tío Sixth
- Perfect Education 3 (2002)
- The Monkey King (2002) (TV series) – Golden Star
- Dragon Loaded 2003 (2003) – Mr. Lung
- 6 A.M. (2004) – Taxi Driver
- Escape from Hong Kong Island (2004) – Jefe de Raymond
- Osaka Wrestling Restaurant (2004) – Dragon
- Enter the Phoenix (2004) – Padre Eight
- Magic Kitchen (2004) – Papá de Yau
- House of Fury (2005) – Taxista
- Central Affairs 2 (2006, serie de televisión) – Kong So
- The Shopaholics (2006) – West Ho
- PK.COM.CN (2007)
- Crazy Money & Funny Men (2007)
- The Deserted Inn (2008)
- Chongqing Girl (2009)
- Metallic Attraction: Kungfu Cyborg (2009)
- On His Majesty's Secret Service (2009)
- 14 Blades (2010)
- Future X-Cops (2010)
- Flirting Scholar 2 (2010)
- Adventure of the King (2010)
- Legend of the Swordsman (2010)
- Painted Skin (2011, serie de televisión)
- The Sorcerer and the White Snake (2011)
- The 33D Invader (2011)
- Single Terminator (2011)
- The Assassins (2012)
- Mr. and Mrs. Gambler (2012)
- To Forgive (2012)
- Tears in Heaven (2012)
- Murciélago (2013)
- The Twins' Code (2013)
- A Stupid Journey (2014)
- The Buddha's Shadow (2014)
- Who Moved My Dream (2014)